# Acanthaclisis pallida
Acanthaclisis pallida är en insektsart som först beskrevs av Robert McLachlan 1887.
Acanthaclisis pallida ingår i släktet Acanthaclisis och familjen myrlejonsländor. Inga underarter finns listade i Catalogue of Life.